# Bogucino
Bogucino [bɔɡuˈt͡ɕinɔ] (tiếng Đức: Bogenthin)  là một ngôi làng thuộc quận hành chính của Gmina Kołobrzeg, thuộc hạt Kołobrzeg, West Pomeranian Voivodeship, ở phía tây bắc Ba Lan. Nó nằm khoảng 8 kilômét (5 mi) về phía đông nam của Kołobrzeg và 104 km (65 mi) về phía đông bắc của thủ đô khu vực Szczecin.